# 累進稅
累進稅（英語：progressive tax）指一种隨著應稅的所得額增加而逐級提高之稅率的稅。這種制度通常是為了解決貧富不均的社会问题，即所得越高其邊際稅率越高；反之，所得越低其邊際稅率越低，但過高的邊際稅率也帶來強烈的避稅誘因，而目前資本全球化與避稅天堂的出現，許多資金會轉移至避稅天堂以規避稅負。與累進稅相對的是累退稅。
累進稅常應用于个人所得税，此制度於多數國家或地區採行之，即低收入者比高收入者缴纳的税款占其收入的比例更低。累進稅也适用于通过使用免税、税收抵免或产生累进分配效应的选择性征税来调整税基。例如，财富税或财产税、奢侈品营业税，或基本生活必需品的免征营业税，可以认为具有累进效果，因为它增加高收入家庭的税负、降低低收入家庭的税负。

## 台灣
依據中華民國財政部賦稅署的資料，所得淨額54萬以下，稅率為5%；54萬～121萬，稅率為12%；121萬～242萬，稅率為20%；242萬～453萬，稅率為30%；453萬以上，稅率為40%（累進稅率不一定是依據負擔能力原則）。